# Relaciones Colombia-Granada
Las relaciones Colombia-Granada son las relaciones diplomáticas entre la República de Colombia y la Granada. Ambos gobiernos mantienen una relación amistosa.

## Historia
Ambos gobiernos establecieron relaciones diplomáticas en 1981.

## Relaciones económicas
Colombia exportó productos por un valor de 300 miles de dólares, siendo los principales productos los relacionados con la industria liviana, agroindustrial y azúcar mientras que Colombia exportó productos por un valor de 12 mil de dólares, siendo los calzado y de confección.

## Representación diplomática
- Colombia usa su embajada en Puerto España como embajada concurrente en Granada.
- Granada usa su embajada en Caracas como embajada concurrente en Granada.